# 양재동
양재동(良才洞)은 대한민국 서울특별시 서초구에 있는 법정동이다.

## 개요
조선시대 말까지 경기도 과천군과 경기도 언주면 염곡동동산말이였던 곳이 1963년 서울특별시에 편입되면서 양재동이라 개칭되어 오늘에 이른다. 한강을 북쪽에 끼고 있는 구룡산 북서쪽 기슭과 양재천 남북의 구릉 및 평야지대를 이룬 천연의 지형으로서 생활의 터전으로 삼기에 충분했기에 양재천 연안의 농경지가 있어 벼농사가 행해졌던 중심지였다. 현재도 양재역은 교통의 요충지며, 경부고속도로가 관통하여 염곡사거리는 서울특별시의 고속도로 관문이다. 특히 양재2동은 옛게리마을과 옛염곡동동산말로 이루어진 동이다.

## 연혁
- 1963년 1월 1일 : 경기도 시흥군 신동면 양재리가 서울특별시 영등포구에 편입
- 1973년 7월 1일 : 영등포구에서 성동구로 행정구역 변경
- 1975년 10월 1일 : 성동구에서 강남구로 행정구역 변경
- 1988년 1월 1일 : 강남구에서 서초구로 행정구역 변경
- 1989년 1월 1일 : 서초구 염곡동 동산말 및 염곡사거리 염곡동일부지번 편입
- 1989년 1월 1일 : 강남구 포이동의 논현로 서쪽 지역을 편입
- 1992년 : 양재1·2동으로 분동

## 교육
- 언남고등학교
- 언남중학교
- 서울매헌초등학교
- 레인보우외국인학교

## 주거
아파트
- 신동아건설 양재 신동아 파밀리에 더 퍼스트 (양재동) : 입주미정.

## 교통
- 서울 지하철 3호선 : 양재역
- 수도권 전철 신분당선 : 양재역 - 양재시민의숲역

## 장사시설
- 서울추모공원(서울양재동화장장)

## 기업체
- 포이사거리 동원그룹 서울 본사 및 삼호물산
- 염곡사거리 현대자동차그룹 서울 사옥

## 같이 보기
- 대한민국의 행정 구역